# Vizcodillo
El Vizcodillo (Vizcudiello, en leonés) es la cumbre más elevada de la sierra de la Cabrera, a su vez perteneciente al conjunto montañoso de los montes de León, en el macizo Galaico-Leonés (España). Se encuentra en el límite provincial de  Zamora y  León, con una altitud según el Instituto Geográfico Nacional de 2121 m s. n. m., lo que le sitúa como el segundo pico por altitud de la provincia Zamora y una de las mayores elevaciones de la provincia de León, ambas provincias de la comunidad de Castilla y León.
En sus proximidades se ubica el lago de Truchillas, declarado monumento natural, y el Alto del Peñón lugar de paso que por carretera comunica las provincias de Zamora y León. Se encuentra dentro del coto privado de caza de Doney de la Requejada. Es llamado también el paraje, y a veces la misma montaña, como Peña Negra, aunque este es realmente otra cima próxima. Desde su cima se observan unas vistas espectaculares de las comarcas de Sanabria, Carballeda y La Cabrera.

## Acceso
Para su acceso, existen dos posibilidades:
1. Para la vertiente zamorana se parte de la localidad de Doney de la Requejada. A continuación se toma la carretera de Escuredo hasta donde sale a la derecha la carretera CV 230-10 (unos 5  km) y se sube por ella hasta el alto del Peñón (unos 8 km). Una vez en el puerto, se sube a pie por el cordal durante unos 4  km en dirección este (aproximadamente 270 m de desnivel). Este trayecto coincide aproximadamente con el límite provincial de las provincias de León y de Zamora.
2. Desde la vertiente leonesa, las opciones pasan por llegar a Truchillas. Desde esta localidad se asciende unos 10  km por la carretera CV 230-10 hasta el alto del Peñón y desde allí se sigue la senda indicada para la vertiente zamorana. También se puede aparcar el coche en el aparcamiento que hay saliendo de Truchillas y continuar andando a través de la pista forestal que se dirige hacia el lago de Truchillas. Esta última ruta está completamente balizada hasta el lago y posteriormente hay que continuar por la izquierda del mismo a través de las trochas ganaderas, ganando permanentemente altitud hasta alcanzar la cumbre. La vuelta se ha de realizar por el mismo sitio. La distancia recorrida es de unos 15  km en total, con unos 900 m de desnivel y una estimación de siete horas para la realización de la ruta en condiciones normales.

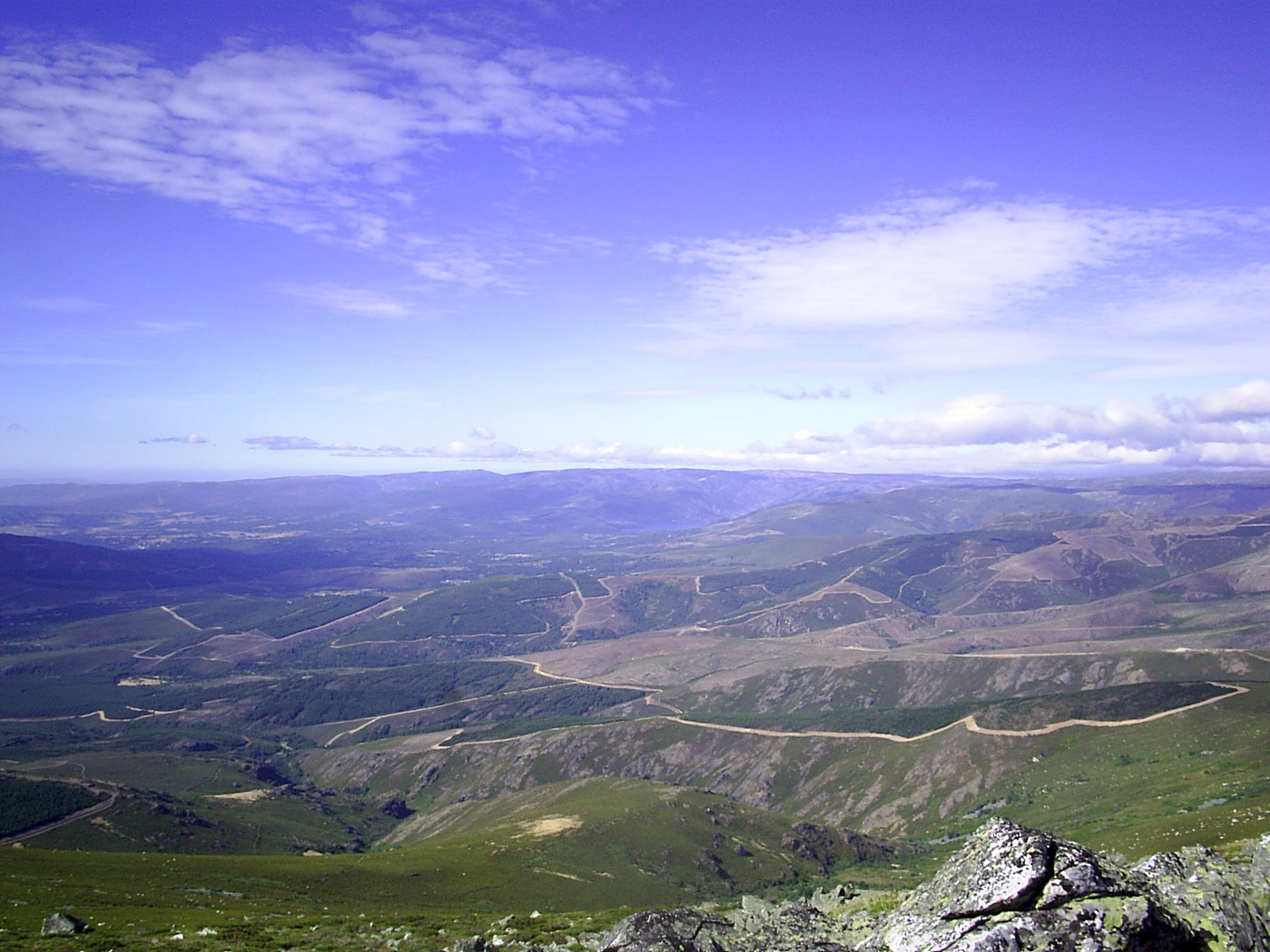
Vista desde el pico Vizcodillo.

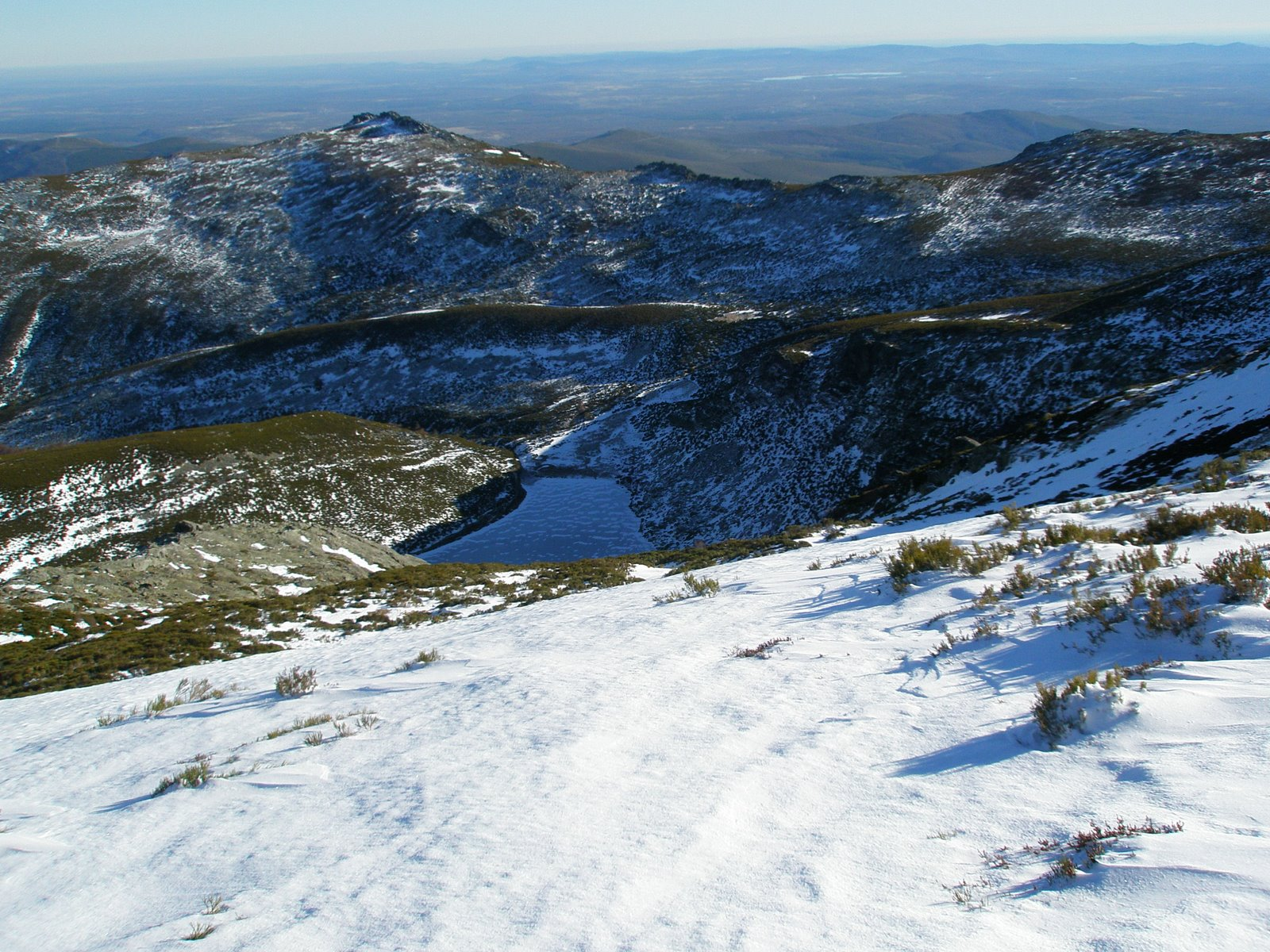
Cumbre Vizcodillo, vistas hacia el lago Truchillas